# 阿馬西亞

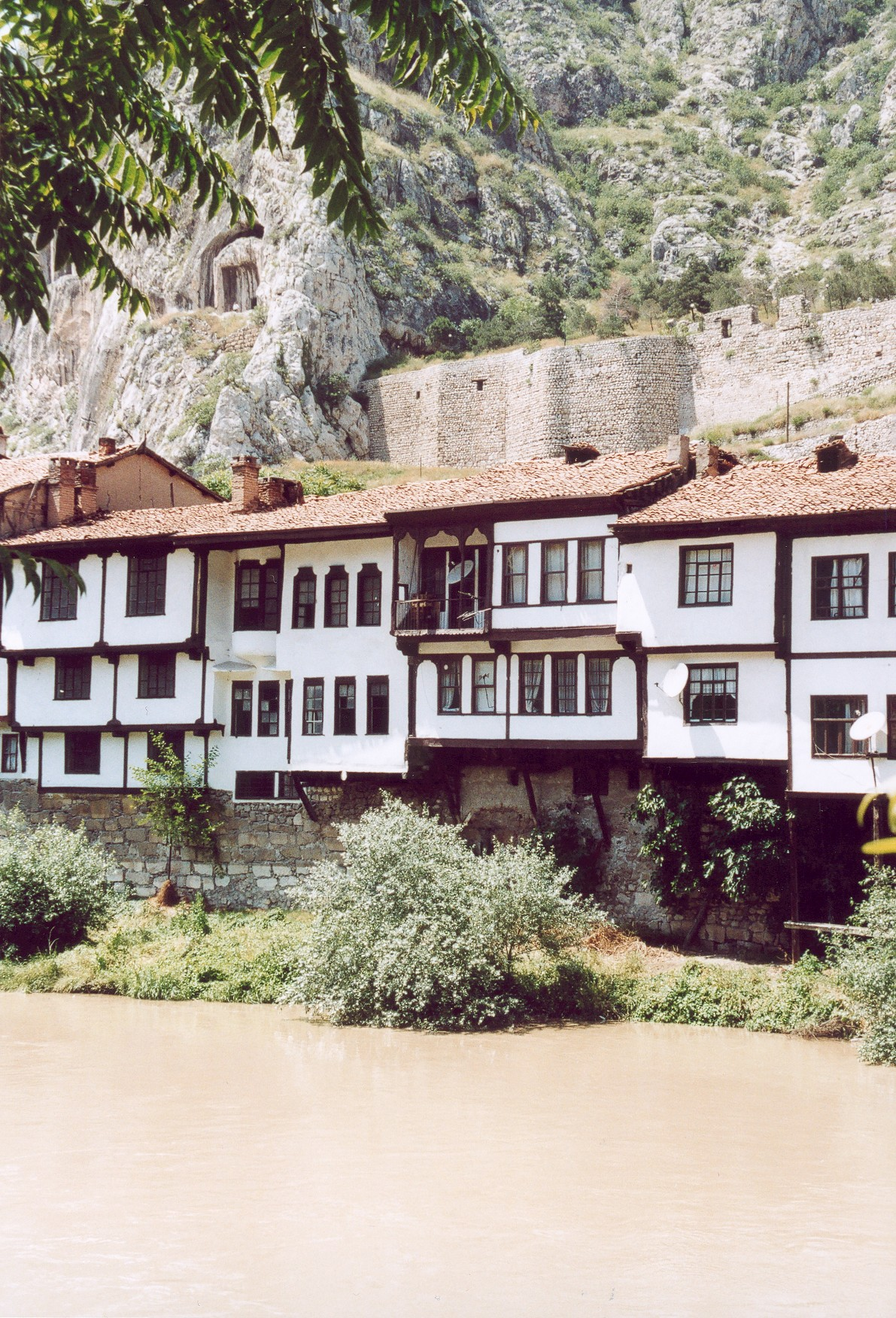
典型的阿馬西亞民宅

阿馬西亞（土耳其語：Amasya），土耳其阿馬西亞省的省會，面積1730平方公里，人口8萬6千人。阿馬西亞地處安那托利亞高原和黑海之間。阿馬西亞曾是要塞都市，也是附近地區的中心都市。